# MGM Grand Las Vegas
Pour les articles homonymes, voir MGM.

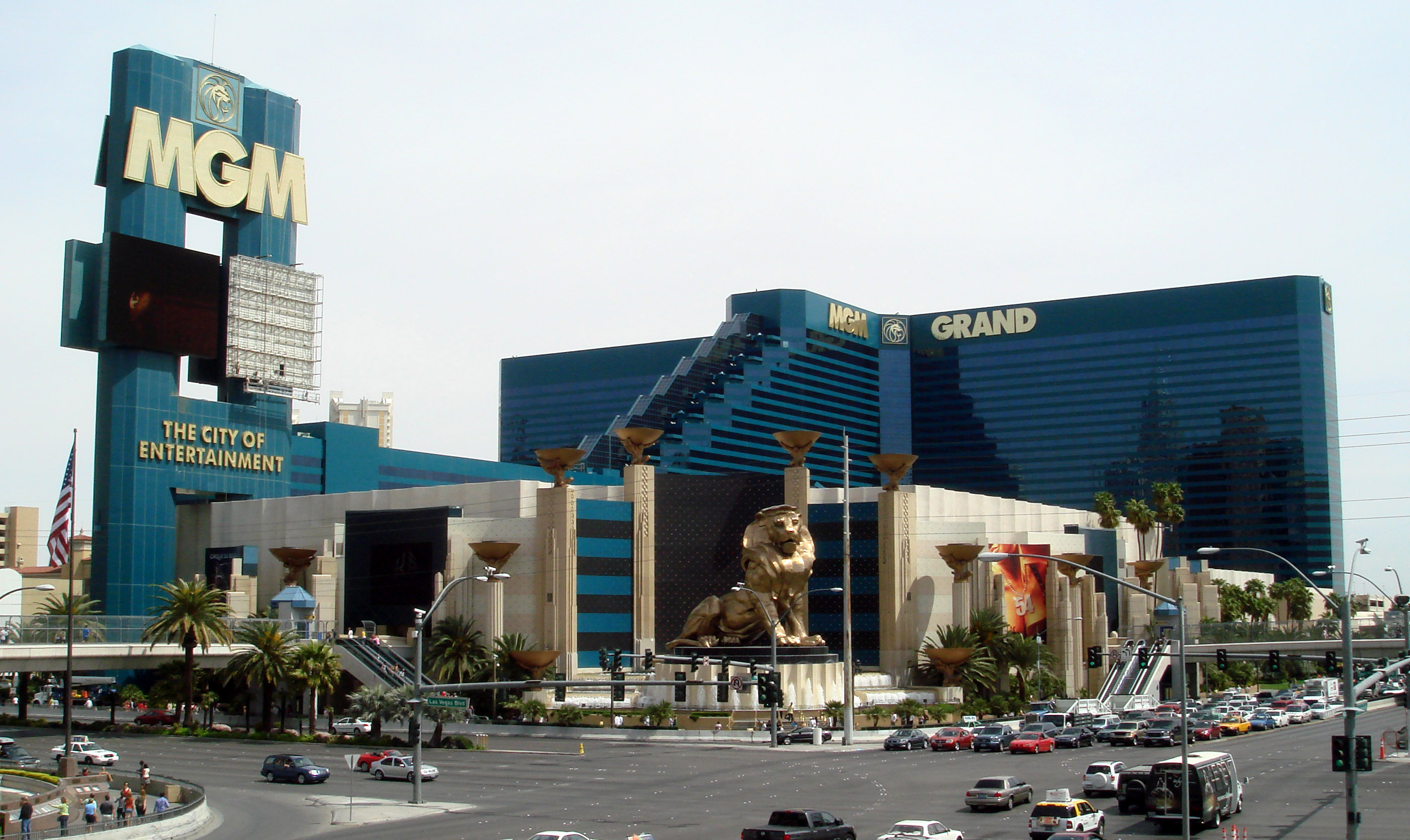
MGM Grand Las Vegas.

Le MGM Grand Las Vegas est un hôtel-casino 4 étoiles situé à Las Vegas, dans l'État du Nevada. Avec 6 852 chambres il était le plus grand hôtel du monde lors de son inauguration en 1993, c'est actuellement le deuxième en nombre de chambres derrière le complexe The Venetian/The Palazzo, également à Las Vegas.

## Situation géographique
Le MGM Grand est situé à Las Vegas, dans l'État du Nevada, aux États-Unis. L'hôtel est situé sur la rive droite (est) du strip. Il est placé au sud du Planet Hollywood Resort and Casino, au nord du casino Tropicana, et en face du New York-New York.
Le MGM Grand est relié avec d'autres hôtels par le monorail de Las Vegas, qui le relie directement jusqu'au casino Sahara.

## Description
Le MGM Grand Las Vegas possède plus de 5 000 chambres et son architecture en fait l'un des plus imposants de Las Vegas. Il mesure 89 mètres pour 30 étages. Le MGM Grand porte le nom de la maison de production de films et de dessins-animés Metro-Goldwyn-Mayer.
Avant lui, le Rossiya, immense hôtel de Moscou de 3 182 chambres, était le plus grand hôtel du monde.

## Les services de l'hôtel

### Les chambres
L'hôtel compte 6 852 chambres et suites dont les appartements du MGM Signature.
| - Grand King - West Wing King at Mgm Grand - Grand Queen - Stay Well Executive King Suite - Stay Well Grand Queen - Executive King Suite - Executive Queen Suite - Tower Spa Suite - Tower One Bedroom Suite |  | - City View Suite - Penthouse City View Suite - Skyline Marquee Suite - Skyline Terrace Suite - 1 Bedroom (SkyLofts) - 2 Bedroom (SkyLofts) - 2 Bedroom + Plunge (SkyLofts) - 3 Bedroom (SkyLofts) |

Le MGM dispose d'un grand casino, l'un des plus grands de Las Vegas avec ses 15 932 m2, soit environ 170 000 pieds carrés.
Le casino dispose de célèbres tables de jeux comme le Blackjack, Craps, Roulette, Baccarat, etc.. L'endroit compte aussi environ 3 000 machines à sous.
L'hôtel dispose d'un « resort », c'est-à-dire toutes les activités disponibles autour de l'hôtel ; on retrouve dans le resort du MGM Grand :
- Une chapelle de mariage (The Forever Grand Wedding Chapel) ;
- Deux  spas (Spa at MGM Grand et le Christophe Salon) ;
- Une salle de sport ;
- Des courts de tennis ;
- Un parc composé de verdure et de plusieurs piscines ;
- Un grand centre de convention (Convention Center) ;
- Une salle de spectacle (MGM Grand Garden Arena) ;
- CSI : The experience, ouvert depuis septembre 2009 ;
- Un spectacle KÀ du Cirque du Soleil[Quand ?] ;
- Le spectacle de magie de David Copperfield dans la salle Hollywood Theatre[Quand ?] ;
- L'hôtel-casino compte plus de 18 000 portes et environ 100 ascenseurs.

De son ouverture en 1993 jusqu'en 2000, le parc à thèmes MGM Grand Adventures Theme Park faisait partie des activités liées à cet hôtel.

### Les restaurants du MGM Grand
| - Joël Robuchon at The Mansion - L'Atelier de Joël Robuchon - Seablue - Craftsteak - Pearl - Diego |  | - Fiamma Trattoria - Emeril's New Orleans Fish House - Nobhill - Wolfgang Puck Bar & Grill - Grand Wok and Sushi Bar |  | - Shibuya - Studio Café - Stage Deli - Grand Buffet - Wichcraft - Cabana Grille |

### Les boîtes de nuit et bars du MGM Grand
- Studio 54
- Tabù
- Rouge
- Centrifuge
- Wet Republic
- Hakkasan